# 马蒂尔斯·布赫利
马蒂尔斯·布赫利（荷蘭語：Matthijs Büchli，1992年12月13日—）生于北荷兰省哈勒姆，是一名荷兰男子自行车运动员，主攻竞速项目及竞轮赛项目，效力于BEAT自行车俱乐部。他在费尔森的桑特波尔特南长大。